# M.O.N.T
M.O.N.T es un grupo idol surcoreano formado por FM Entertainment. Sus integrantes constan del líder Narachan, el rapero Roda y el vocalista principal Bitsaeon. El grupo debutó el 4 de enero de 2019 con el miniálbum Going Up.

## Carrera

### Predebut
M.O.N.T es el acrónimo de Member of National Team (Miembro de Equipo Nacional), indicando su ambición para convertirse en representantes de K-pop. El grupo consta de tres miembros nativos de la Isla Ganghwa. Emplearon palabras coreanas como nombres artísticos: Narachan ((en hangul, 나라찬); persona con corazón sincero), Roda ((en hangul, 로다); niño largamente esperado) y Bitsaeon ((en hangul, 빛새온); nueva y gran luz).
M.O.N.T publicó su sencillo predebut «Sorry» el 21 de mayo de 2017. Los miembros compitieron por separado en el programa de supervivencia de JTBC Mix Nine. Siguiendo su período en el programa, el grupo realizó conciertos de música en el extranjero el año siguiente.

### 2019─presente: Debut
M.O.N.T publicó su miniálbum debut Going Up y el sencillo «Will You Be My Girlfriend?» el 4 de enero de 2019. De marzo a mayo, M.O.N.T. se embarcó en una gira mundial, donde se presentaron en 16 ciudades a través de 11 países.
En medio de la disputa comercial entre Japón y Corea del Sur de 2019, M.O.N.T publicó un video musical para el sencillo patriótico «Daehan Minguk Mansae» dos días antes del Día de Liberación Nacional de Corea. Las letras, que utilizan palabras coreanas puras y fueron escritas por los miembros. Fue el primer video musical filmado en Rocas de Liancourt. M.O.N.T publica su segundo miniálbum Awesome Up! y su sencillo «Rock Paper Scissors» el 25 de agosto. M.O.N.T publicó «The Korean Island Dokdo» un día antes del Día de Dokdo, seguido de su video musical en las vacaciones.

## Estilo de música
M.O.N.T ha citado a R.ef y a Pentagon como sus modelos a seguir. Musicalmente, el álbum debut de M.O.N.T incluye música de baile, baladas pop y pistas acústicas.

## Miembros
Lista de miembros y su rol en el grupo.
- Narachan: 나라찬 (hangul)
  - Nombre Real: Jung Hyeonwoo 정현우 (hangul)
  - Fecha de Nacimiento: 23 de septiembre de 1996 (26 Años)
  - Posición: Líder, Vocalista y Bailarín

- Roda: 로다 (hangul)
  - Nombre Real: Shin Jung Min 신정민 (hangul)
  - Fecha de Nacimiento: 19 de septiembre de 1998 (24 Años)
  - Posición: Rapero, Bailarín y Maknae.
- Bitsaeon: 빛새온 (hangul)
  - Nombre Real: Kim Sang Yeon 김상연 (hungul)
  - Fecha de Nacimiento: 4 de junio de 1995 (27 Años)
  - Posición: Vocalista Principal y Bailarín.

## Discografía

### Álbumes

#### Miniálbumes
| Título      | Detalles del álbum | Posición más alta |
| Título      | Detalles del álbum | KOR               |
| ----------- | --- | ----------------- |
| Going Up    | - Lanzamiento: 4 de enero de 2019 - Sello: FM, Kakao M - Formatos: CD, descarga digital.                                | 61                |
| Awesome Up! | - Lanzamiento: 25 de agosto de 2019 - Sello: FM Entertainment, Kakao M - Formatos: CD, descarga digital.                | 49                |
| Listen Up!  | - Lanzamiento: 16 de octubre de 2020 - Sello: FM Entertainment, Kingpin Entertainment - Formatos: CD, descarga digital. | —                 |

### Sencillos
| Título                                                | Año  | Álbum       |
| ----------------------------------------------------- | ---- | ----------- |
| «Sorry»                                               | 2017 | Going Up    |
| «Will You Be My Girlfriend?» (en hangul, 사귈래 말래) | 2019 | Going Up    |
| «Daehan Minguk Mansae» (en hangul, 대한민국만세)      | 2019 |             |
| «Rock Paper Scissors» (en hangul, 가위바위보)         | 2019 | Awesome Up! |
| «The Korean Island Dokdo» (en hangul, 독도는 우리땅)  | 2019 |             |
| «Tired» (en hangul, 피곤)                             | 2020 | Awesome Up! |
| «Boom Baeng» (en hangul, 붐뱅)                        | 2020 | Listen Up!  |
| «Shadow»                                              | 2020 | Listen Up!  |
| «Anti-Hero»                                           | 2020 | Listen Up!  |